# Баррон, Джеймс
Джеймс Баррон (англ. James Barron, 15 сентября 1768, Хамптон, Виргиния — 21 апреля 1851, Норфолк, там же) — офицер военно-морских сил США, командир фрегата USS Chesapeake. 22 июня 1807 года отдан под трибунал за действия, приведшие к капитуляции его корабля.

## Биография
Баррон родился в Хамптоне, штат Виргиния. Его отец был торговцем, капитаном корабля, а во время Американской революции дослужился до звания коммодора ВМС. В последние годы войны за независимость Джеймс служил вместе с отцом в морском флоте штата Виргиния.
9 марта 1798 года Баррон получил звание лейтенанта и был принят в ВМС США. Будучи в команде фрегата USS United States он продемонстрировал блестящие способности в освоении морского дела. Через два года ему присвоено звание капитана и поручено командование шлюпом USS Warren, на котором он участвовал в Квази-войне, незадолго до её завершения. Во время Первой берберийской войны Баррон совершал плавания в Средиземное море и руководил строительством канонерской лодки.
Получив звание коммодора Джеймс Баррон был назначен командовать фрегатом USS Chesapeake. 22 июня 1807 года на пути к Хэмптон-Роудс его корабль был обнаружен вражеским фрегатом HMS Leopard, британцы потребовали от Баррона выдать предполагаемых британских дезертиров, но тот отказался. Тогда они открыли огонь по Chesapeake, в итоге погибли три члена экипажа и 18 были ранены. Оказавшись совершенно не готовым к бою, Баррон сдался.
Военно-полевой суд осудил Баррона за капитуляцию и отстранил от службы на 5 лет. Председателем суда был Джон Роджерс, а одним из его членов — Стивен Декейтер, обрушившийся на Баррона с резкой критикой. Вернувшись в строй, он так и не простил Декейтера, что в конце концов привело к дуэли на пистолетах между ними, назначенной на 22 марта 1820 года. В результате Баррон получил не смертельную рану, а Декейтер был убит.
Продолжая службу, в 1839 году Баррон стал старшим офицером ВМС США.
Умер в Норфолке, штат Виргиния 21 апреля 1851 года. Его личные документы, связанные преимущественно с делом Chesapeake-Leopard, хранятся в Колледже Вильгельма и Марии.

## Образ в кино
- «Джон Адамс» (2008)